# Ilene Chaiken
Ilene Chaiken (30 de Junho de 1957) é uma realizadora, produtora e argumentista norte-americana. É mais conhecida por ser a co-criadora e produtora executiva da série The L Word e recentemente foi produtora executiva da série de sucesso Empire. Chaiken nasceu em Elkins Park, Pensilvânia em uma família judia. Ela estudou na Rhode Island School of Design e se formou em design gráfico em 1979.
Ilene se assumiu lésbica publicamente.

## Carreira
Ela começou sua carreira como estagiária de agente da Creative Artists Agency e como executiva da Aaron Spelling e da Quincy Jones Entertainment. Em 1988, ela foi a produtora coordenadora de Fresh Prince of Bel Air e produtora associada de Satisfaction.

## Filmografia

### Realizadora
- The L Word (2007)

### Produtora
- Satisfaction (1988)
- The Fresh Prince of Bel-Air (1991–1992)
- The L Word (2007)
- The Real L Word (2010)
- Confessions of a Backup Dancer (2010)[3]

### Argumentista
- Barb Wire (1996)
- Dirty Pictures (2000)
- Damaged Care (2002)
- The L Word (2004–2007)
- Confessions of a Backup Dancer (2010)[3]